# Blu Samu
Blu Samu (pseudoniem van Salomé Dos Santos, Borgerhout, 1995) is een Portugees-Belgische zangeres en rapster. Ze koos deze artiestennaam omdat ze houdt van de kleur blauw. ‘Blu’ is volgens haar al te vaak gebruikt binnen de muziekwereld, daarom wou ze er nog iets aan toevoegen. Als grote fan van de Japanse cultuur kwam ze terecht bij samourai, afgekort samu.
De muziek van Blu Samu bestaat uit een mengeling van hiphop, soul, Braziliaanse muziek en funk. Haar teksten wisselen af tussen het Nederlands, Engels en Frans.

## Levensloop
Kort na haar geboorte in Antwerpen werd ze door haar grootmoeder meegenomen naar Portugal waar ze tot haar zesde samen met haar Portugese familie tussen de boeren leefde. Ondertussen zorgde haar moeder dat de papieren in orde werden gebracht zodat ze weer naar België kon komen.
Ze hadden niet veel geld, wat zorgde voor heel wat stress en spanningen tussen haar en haar moeder. De vader van Blu kwam om de twee jaar langs.
Blu was een tomboy, ze ging graag met 'gasten' om. Haar vriendinnen vonden dat niet kunnen en startten een pestcrew op. Ze maakte hierdoor haar middelbaar in verschillende scholen onder andere het Sint-Lievenscollege waar ze Coely leerde kennen. Ze maakte haar schoolbaan echter niet af en besloot op 18 jaar te stoppen.
Op haar achttiende liep het mis. Blu's moeder zat in het buitenland waardoor ze een tijd alleen woonde. Ze maakte foute vrienden en liep schulden op. Ze liet school voor wat het was en ging in de horeca werken.

## Muzikale carrière
De droom om op een podium te staan was er altijd al, maar hoe wist ze nog niet. Op haar negentiende kwam Blu Samu terecht in een moeilijke periode van haar leven waarin onder andere haar jeugdliefde stierf. Als uitlaatklep begon ze zelf muziek te maken. Op het moment dat Blu Samu haar muzikale droom bijna opgaf kwamen de rappers van Le 77 met een voorstel. Ze kon bij hen intrekken in Brussel tot ze uit de schulden was. Brussel was haar redding.

## Discografie
- I Run (single, 2017)
- Sade Blu (single, 2018)
- Moka (ep, 2018)
- Goose (single, 2018)
- Clumsy Queen - A COLORS SHOW (single, 2019)
- GFM (single, 2019)
- ctrl-alt-del (ep, 2019)
- Fautil (single, 2020)